# Amatlán de Cañas
Amatlán de Cañas là một đô thị thuộc bang Nayarit, México. Năm 2005, dân số của đô thị này là 10392 người.